# Andrzej Namysło
Andrzej Józef Namysło (ur. 23 maja 1945 w Katowicach) – polski polityk, inżynier mechanik, doktor nauk technicznych, poseł na Sejm IV kadencji.

## Życiorys
W 1970 ukończył w studia na Wydziale Mechanicznym Wyższej Szkoły Inżynierskiej w Opolu. W 1980 uzyskał stopień doktora nauk technicznych na Wydziale Mechanicznym Technologicznym Politechniki Śląskiej.
Był pracownikiem naukowym Politechniki Opolskiej. W drugiej połowie lat 80. pracował też jako specjalista metaloznawstwa w Fabryce Wyrobów Metalowych w Osowcu, od końca lat 90. był dyrektorem w przedsiębiorstwach branży stalowej. W 1991 został członkiem Komisji Odlewnictwa Polskiej Akademii Nauk.
Od 1977 do 1990 należał do Polskiej Zjednoczonej Partii Robotniczej, później działał w Socjaldemokracji Rzeczypospolitej Polskiej, w 1999 przystąpił do Sojuszu Lewicy Demokratycznej. Wchodził w skład władz wojewódzkich tych ugrupowań.
Od 1994 do 1998 przewodniczył opolskiej radzie miasta, następnie do 2001 zasiadał w sejmiku opolskim. Sprawował mandat posła na Sejm IV kadencji z okręgu opolskiego, wybranego z listy Sojuszu Lewicy Demokratycznej. W 2005, 2007 i 2015 ponownie startował do Sejmu. W wyborach samorządowych w 2006 bezskutecznie kandydował na prezydenta Opola, uzyskując jednocześnie mandat radnego miasta z listy koalicji Lewica i Demokraci. Powrócił do pracy na uczelni. W 2010 został ponownie radnym sejmiku opolskiego. W 2014 i 2018 z listy koalicji SLD Lewica Razem bez powodzenia ubiegał się o ponowny wybór.